# Gare de Pannonhalma
La gare de Pannonhalma (en hongrois : Pannonhalma vasútállomás) est une gare ferroviaire hongroise de la ligne 11 de Győr à Veszprém, située sur le territoire de la Localité de Pannonhalma dans le comitat Győr-Moson-Sopron. Elle dessert notamment l'Abbaye territoriale de Pannonhalma.
C'est une halte voyageurs de la Magyar Államvasutak (MÁV) desservie par des trains locaux.

## Situation ferroviaire
Établie à 135 mètres d'altitude, la gare de Pannonhalma est située au point kilométrique (PK) 21 de la ligne 11 de Győr à Veszprém (voie unique), entre les gares ouvertes de Nyúl et de Ravazd.
Gare d'évitement, elle dispose de plusieurs voies pour le croisement des trains.

## Service des voyageurs

### Accueil
Halte MÁV, c'est un point d'arrêt non géré (PANG) à accès libre.

### Desserte
Pannonhalma est desservie par des trains omnibus de la ligne 11 de la MÁV.

### Intermodalité
Un parking pour les véhicules y est aménagé.

## Patrimoine ferroviaire
Un ancien bâtiment voyageurs est présent sur le site en 2011.